# Entomophthora muscae
Entomophthora muscae là một loài nấm gây bệnh trong bộ Entomophthorales gây ra một căn bệnh chí tử ở ruồi. Nó có thể gây ra bùng phát dịch bệnh ở ruồi nhà và đã được nghiên cứu làm tác nhân tiềm năng cho việc kiểm soát sinh học.

## Vật chủ khác

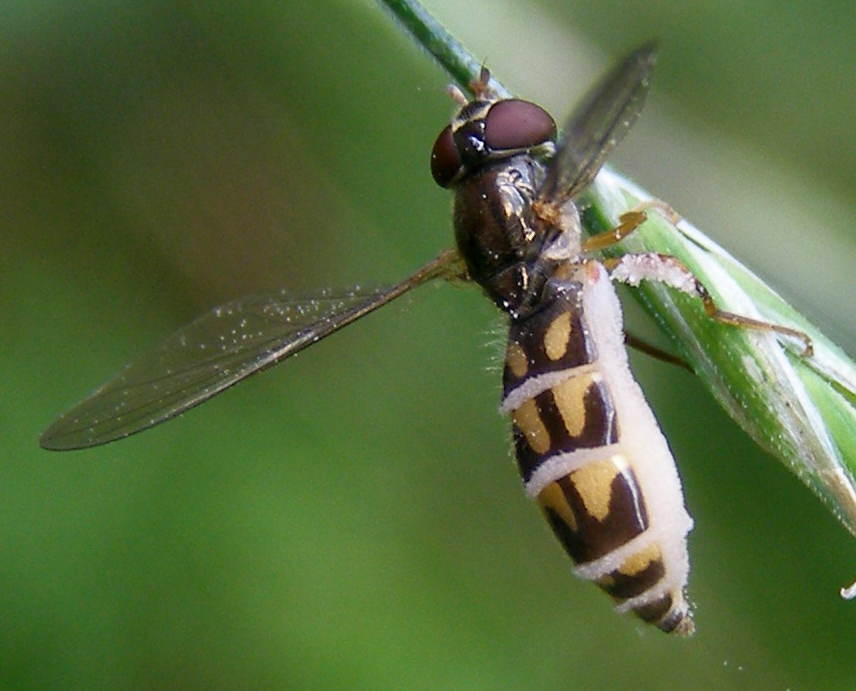
Con cái Melanostoma scalare bị nhiễm Entomophthora muscae

Ngoài ruồi nhà, Musca domestica, các loài động vật khác cũng bị nhiễm nấm này Calliphoridae, Culicidae, Drosophilidae, Muscidae, Sarcophagidae, Scathophagidae, Syrphidae và Tachinidae.